# Koszewo, Zachodniopomorskie
Koszewo [kɔˈʂɛvɔ] (trước đây là Groß Küssow của Đức) là một ngôi làng thuộc khu hành chính của Gmina Stargard, thuộc huyện Stargardzki, Zachodniopomorskie, ở phía tây bắc Ba Lan. Nó nằm khoảng 12 kilômét (7 mi)  phía tây nam của Stargard và 27 km (17 mi) về phía đông nam của thủ đô khu vực Szczecin.
Trước năm 1945, khu vực này là một phần của Đức. Đối với lịch sử của khu vực, xem Lịch sử của Pomerania.
Làng có dân số 438.